# Kaisheim
Kaisheim település Németországban, azon belül Bajorországban. Lakosainak száma 4057 fő (2023. december 31.). Kaisheim Monheim és Fünfstetten községekkel határos.

## Népesség
A település népessége az elmúlt években az alábbi módon változott:
| Lakosok száma | 1274 | 1692 | 3149 | 3378 | 3842 | 3817 | 3792 | 3814 | 3901 | 4057 |
|               | 1875 | 1950 | 1975 | 1987 | 2012 | 2014 | 2016 | 2017 | 2021 | 2023 |